# Campisábalos
Campisábalos é um município da Espanha na província de Guadalajara, comunidade autónoma de Castilla-La Mancha, de área 53,99 km² com população de 2638 habitantes (2007) e densidade populacional de 1,0 hab./km².
Campisábalos é a povoação com o ar mais limpo de Espanha e o terceiro do mundo, segundo a Organização Mundial da Saúde (OMS).

## Demografia
| Variação demográfica do município entre 1991 e 2004 | Variação demográfica do município entre 1991 e 2004 | Variação demográfica do município entre 1991 e 2004 | Variação demográfica do município entre 1991 e 2004 |
| --------------------------------------------------- | --------------------------------------------------- | --------------------------------------------------- | --------------------------------------------------- |
| 1991                                                | 1996                                                | 2001                                                | 2004                                                |
| 58                                                  | 66                                                  | 75                                                  | 71                                                  |